# Alice Cunningham Fletcher
Alice Cunningham Fletcher (Havana, 15 de março de 1838 – Washington, D.C., 6 de abril de 1923) foi uma etnóloga, antropóloga e cientista social que estudou e documentou a cultura indígena americana.

## Infância e educação
Não se sabe muito sobre os pais de Fletcher; seu pai era um advogado de Nova Iorque e sua mãe era de uma família proeminente de Boston. Seus pais se mudaram para Havana, em Cuba, na esperança de aliviar a doença de seu pai com um ambiente melhor. Fletcher nasceu lá em 1838. Depois que seu pai morreu em 1839, a família se mudou para Brooklyn Heights, Nova Iorque. Fletcher foi matriculada na Brooklyn Female Academy, uma escola exclusiva para pessoas de classe alta.

## Carreira
Fletcher lecionou na escola e mais tarde se tornou uma palestrante pública para se sustentar, argumentando que antropólogos e arqueólogos eram os melhores em descobrir a história antiga dos humanos. Ela também defendeu a educação dos nativos americanos "para que eles pudessem ganhar apetrechos da civilização".
Fletcher deu créditos a Frederic Ward Putnam por estimular seu interesse pela cultura indígena americana e começou a trabalhar com ele no Museu Peabody de Arqueologia e Etnologia da Universidade de Harvard. Ela estudou os remanescentes da civilização indiana nos vales de Ohio e Mississippi, e tornou-se membro do Instituto Arqueológico da América em 1879.
A partir de 1881, Fletcher esteve envolvida com a Carlisle Indian School na Pensilvânia, onde crianças nativas aprendiam inglês, aritmética e habilidades projetadas para permitir que fossem cidadãos americanos integrados.
Em 1881, Fletcher fez uma viagem sem precedentes para viver e estudar os Sioux em sua reserva como representante do Museu Peabody. Ela estava acompanhada por Susette "Bright Eyes" La Flesche, uma porta-voz de Omaha que serviu como intérprete para Standing Bear em 1879 em seu julgamento de direitos civis. Também com eles estava Thomas Tibbles, um jornalista que ajudou a divulgar a causa de Standing Bear e organizou uma turnê de vários meses de palestras nos Estados Unidos.
Esses tempos também marcaram o início da associação de 40 anos de Fletcher com Francis La Flesche, meio-irmão de Susette. Colaboravam profissionalmente e mantinham uma relação informal mãe-filho. Eles compartilharam uma casa em Washington, DC, começando em 1890.

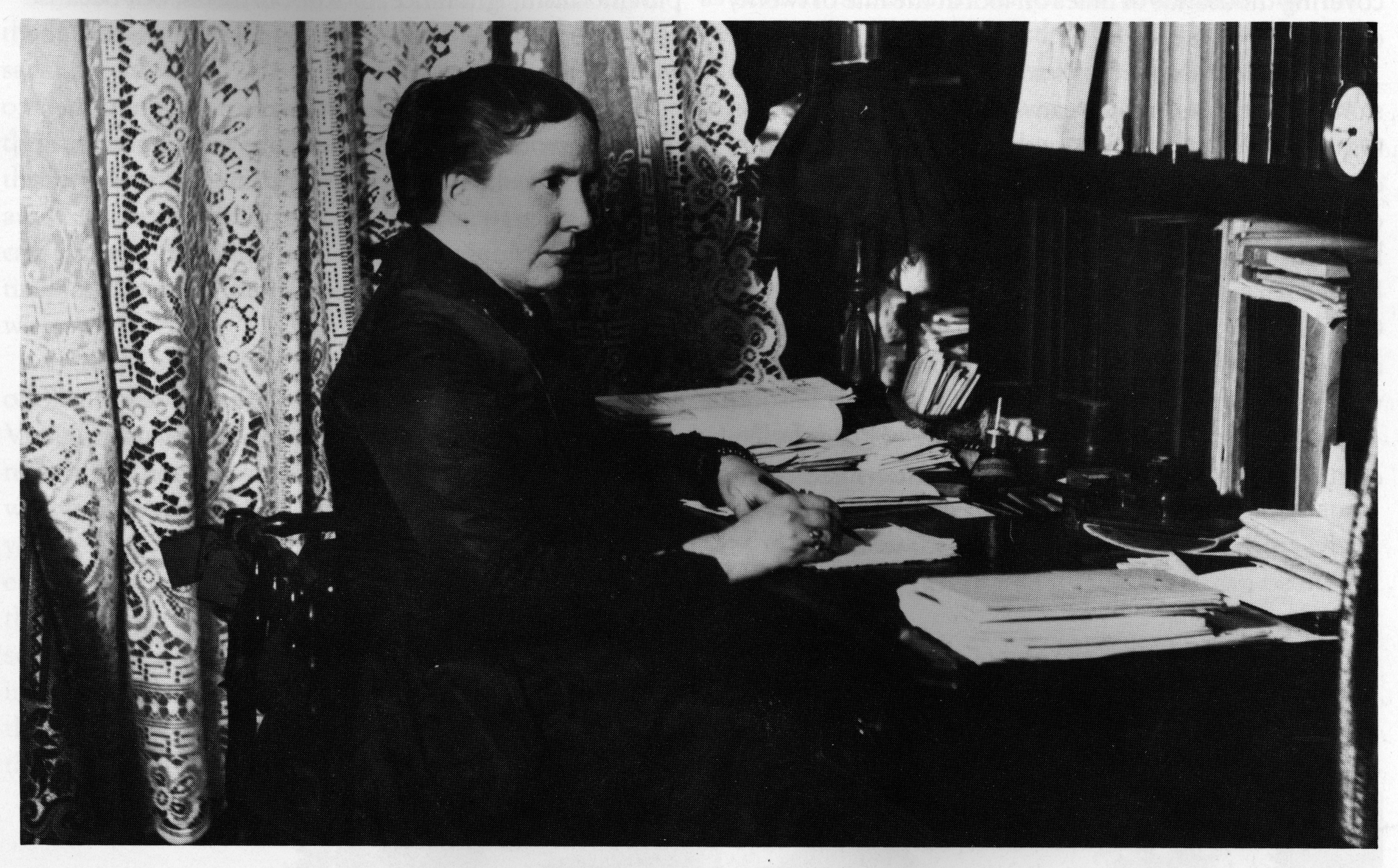
Alice Fletcher em sua escrivaninha

Além de sua pesquisa e escrita, Fletcher trabalhou em vários cargos especiais durante o final do século XIX. Em 1883 ela foi nomeada agente especial pelos Estados Unidos para distribuir terras às tribos Miwok. No ano seguinte, ela preparou e enviou ao World Cotton Centennial uma exposição mostrando o progresso da civilização entre os índios da América do Norte no quarto de século anterior, e em 1886 visitou os nativos do Alasca e das Ilhas Aleutas em uma missão do comissário de educação. Em 1887 ela foi novamente nomeada agente especial dos Estados Unidos, desta vez na distribuição de terras entre as tribos Winnebago e os Nez Perce sob a Lei Dawes.
Ela tornou-se assistente em etnologia no Museu Peabody em 1882, e em 1891 recebeu a bolsa Thaw, que foi criada para ela. Ativa em sociedades profissionais, ela foi eleita presidente da Sociedade Antropológica de Washington e em 1905 como a primeira mulher presidente da American Folklore Society. Ela também atuou como vice-presidente da Associação Americana para o Avanço da Ciência, e foi membro de longa data da Sociedade Literária de Washington.
Trabalhando através da Women's National Indian Association, Fletcher introduziu um sistema de fazer pequenos empréstimos aos índios, com os quais eles poderiam comprar terras e casas. Ela também ajudou a garantir um empréstimo para Susan La Flesche Picotte, uma mulher de Omaha, para permitir seus estudos na faculdade de medicina. Graduando-se como a melhor da classe, La Flesche se tornou a primeira médica nativa americana nos Estados Unidos.
Mais tarde, Fletcher ajudou a escrever, pressionou e ajudou a administrar a Lei Dawes de 1887, que desfez reservas e distribuiu terras comunais em lotes para a propriedade individual de parcelas de terra.

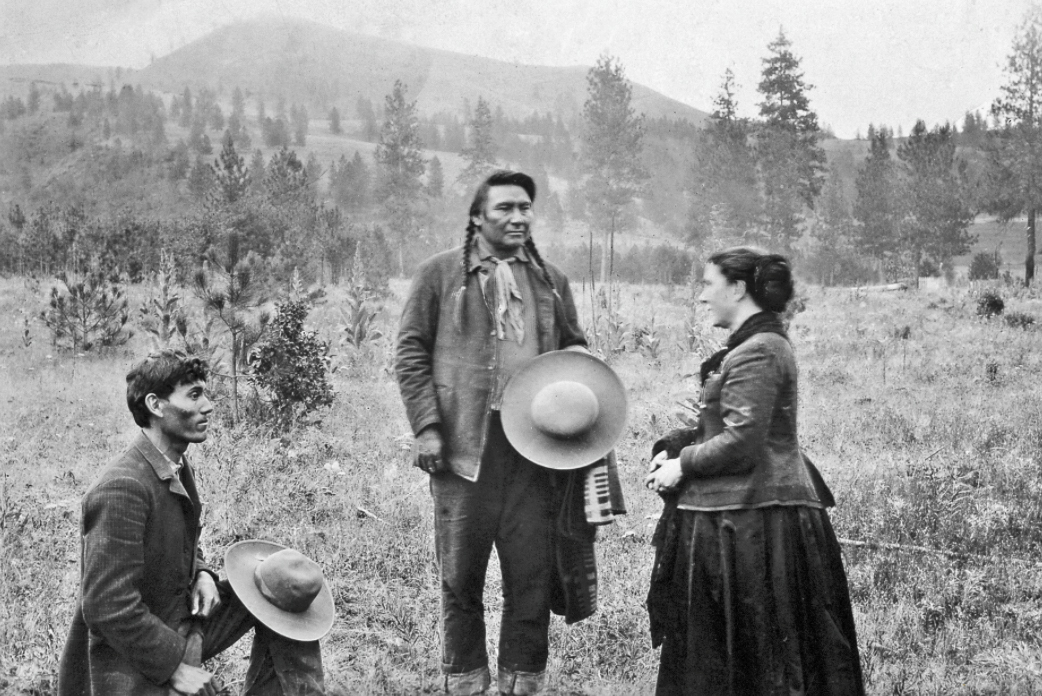
Fletcher e Chefe Joseph com a tribo Nez Percé, em Lapwai, cidade de Idaho. O cavalheiro ajoelhado é um intérprete chamado James Stewart

Em 1888, Fletcher publicou Indian Education and Civilization, um relatório especial do Educação de Bureau. Foi pioneira no estudo da música indígena americana, campo de pesquisa inaugurado por um trabalho que apresentou em 1893 antes da Conferência Antropológica de Chicago. Em 1898, no Congresso de Músicos realizado, em Omaha, durante a Exposição Trans-Mississippi, ela leu vários ensaios sobre as canções dos índios norte-americanos. Vários índios de Omaha cantaram suas melodias nativas. A partir disso, surgiu sua História e Canção Indígenas da América do Norte (1900), explorando um estágio de desenvolvimento anterior àquele em que a música cultural apareceu.
Fletcher trabalhou com Frederic Ward Putnam em sua pesquisa sobre Serpents Mound em Ohio e ajudou nos esforços para arrecadar fundos para comprar o local em 1886. O local foi doado à Sociedade Arqueológica e Histórica de Ohio em 1900 e é um marco histórico nacional.
Em 1930, Margaret Mead começou a trabalhar com os Omaha, e decidiu se concentrar nos aspectos modernos da tribo, devido ao extenso trabalho já realizado por Alice Fletcher.
Ao longo de sua vida, Alice Fletcher trabalhou com e para as tribos Omaha, Pawnee, Sioux, Arapaho, Cheyenne, Chippewa, Oto, Nez Percé, Ponca e Winnebago.

### Lei Dawes
Alice Fletcher ajudou a escrever e aprovar a Lei Dawes de 1887. Este ato impôs um sistema de propriedade privada da terra às tribos indígenas. Esta foi uma grande diferença porque, tradicionalmente, essas tribos tinham a propriedade da terra comunal. Povos indígenas individuais seriam distribuídos até 160 acres de terra. Esta terra era isenta de impostos e deveria ser mantida sob custódia do governo por um período de 25 anos. Na época, ela pensou que permitiria que os índios americanos se assimilassem aos costumes europeu-americanos, como seu melhor meio de sobrevivência. O governo também queria ganhar terras "excedentes" para venda a outros americanos. A Lei Dawes foi responsável pela dissolução inevitável de todas as reservas indígenas. Em 1932, a quantidade de terra adquirida era de aproximadamente 92 000 000 dos 138 000 000 acres que os grupos indígenas possuíam em 1887. O trabalho de distribuição de terras de Fletcher foi visto como um erro nas políticas de administração dos povos nativos americanos e suas terras. A própria Fletcher pode até ter percebido esse erro porque abandonou seu trabalho de política política para se concentrar estritamente em trabalhos mais etnográficos após a virada do século.

### Obras literárias sobre os índios Sioux
Fletcher escreveu sobre as experiências de sua viagem de campo de 1881 em dois diários. Esses diários incluíam desenhos das planícies, reservas e muitos de seus diferentes acampamentos em todo o leste de Nebraska e Dakota do Sul. Embora muitos de seus textos sobre os Sioux pareçam bastante insensíveis aos padrões antropológicos contemporâneos, "Seus conteúdos refletem as atitudes em relação ao movimento da história e à evolução social predominantes em sua época".

### Obras de sua autoria
Em 1911, com Francis La Flesche, ela publicou The Omaha Tribe. Ainda é considerado o trabalho definitivo sobre o assunto. Ao todo escreveu 46 monografias sobre etnologia. Em 1908, ela liderou a fundação da Escola de Arqueologia Americana em Santa Fé, Novo México. De 1899 a 1916, Fletcher fez parte do conselho editorial do American Anthropologist e também fez grandes contribuições para muitas questões. Fletcher foi uma pioneira no estudo da música nativa americana. Ela ficou fascinada por sua música e dança, então ela transcreveu centenas de suas músicas. Em 1898 ela apresentou vários ensaios sobre o tema das canções nativas americanas no Congresso de Músicos em Omaha. A partir desses ensaios, eventualmente, vieram seus livros "Indian Story and Song from North America" e "The Hako: A Pawnee Ceremony".

## Morte e legado
Fletcher tornou-se presidente da Sociedade Antropológica de Washington em 1903 e a primeira mulher presidente da American Folklore Society em 1905. Um de seus colegas, Walter Hough, lembrou-se de Fletcher como alguém que "suavemente, pacificamente, mas com grande coragem... fez o que pôde para avançar a causa da ciência". Suas cinzas estão depositadas na parede do pátio do Museu de Arte do Novo México atrás de uma placa de bronze com uma citação dela.
Algumas de suas gravações podem ser encontradas no Smithsonian Institution Bureau of American Ethnology.
Quarteto de Cordas em Lá Maior de Arthur Farwell, Op. 65 A Hako, composta em 1923, foi inspirada na obra de Fletcher.

## Honrarias e prêmios
Alice Fletcher recebeu inúmeras homenagens pelo trabalho que realizou ao longo de sua carreira. Em 1890, ela foi premiada com a Margaret Copley Thaw Fellowship, em Harvard, que lhe garantiu financiamento para trabalhos etnográficos e de reforma.
Fletcher Nunatak, na Antártida, recebeu o nome de Alice Cunningham Fletcher.

## Obras publicadas
- Sun Dance of the Ogallala Sioux. American Association for the Advancement of Science, 1883 (em inglês).
- Observations on the Laws and Privileges of the Gens in Indian Society. (abstract)  AAAS, 1884 (em inglês).
- Symbolic Earth Formations of the Winnebagoes. (abstract)  AAAS, 1884 (em inglês)
- The White Buffalo Festival of the Uncpapas.  16th Annual Report Peabody Museum, 1884 (em inglês)
- The Elk Mystery or Festival of the Ogallala Sioux.  16th Ann. Rep. Peabody Museum, 1884 (em inglês)
- The Religious Ceremony of the Four Winds as Observed by a Santee Sioux. 16th Ann. Rep. Peabody Museum, 1884 (em inglês)
- The Shadow or Ghost Lodge: A Ceremony of the Ogallala Sioux.  16th Ann. Rep. Peabody Museum, 1884 (em inglês)
- The Wa-Wan, or Pipe Dance of the Omahas.  16th Ann. Rep. Peabody Museum, 1884 (em inglês)
- Historical Sketch of the Omaha Tribe of Indians in Nebraska. Washington, 1885 (em inglês)
- Observations upon the Usage, Symbolism and Influence of the Sacred Pipes
- Of Friendship among the Omahas.  AAAS, 1885 (em inglês)
- Lands in Severalty to Indians; Illustrated by Experience with the Omaha Tribe.  AAAS, 1885 (em inglês)
- Indian Education and Civilization.  Special Report, U.S. Bureau of Education. 1888 (em inglês)
- On the Preservation of Archaeologic Monuments. AAAS, 1888 (em inglês)
- Report of the Committee on the Preservation of Archaeologic Remains on Public Lands. AAAS, 1889 (em inglês)
- Phonetic Alphabet of the Winnebago Indians.  AAAS, 1890 (em inglês)
- Indian Messiah.  Journal. American Folk-Lore, 1892 (em inglês)
- Nez Perce Country. (abstract)  AAAS, 1892 (em inglês)
- Hal-thu-ska Society of the Omaha Tribe.  Jour. Am. Folk-Lore, 1892 (em inglês)
- A Study of Omaha Indian Music.  Arch. and Eth. Papers Peabody Museum, 1893 (em inglês)
- Love Songs among the Omaha Indians.  International Congress of Anthropologists, 1894 (em inglês)
- Indian Songs: Personal Studies of Indian Life.  Century Magazine, 1894 (em inglês)
- Hunting Customs of the Omahas.   Century Magazine, 1895 (em inglês)
- Sacred Pole of the Omaha Tribe.  AAAS, 1896
- Indian Songs and Music.  AAAS, 1896 (em inglês)
- Tribal Life among the Omahas.   Century Magazine, 1896 (em inglês)
- Emblematic Use of the Tree in the Dakotan Group.  AAAS, 1897 (em inglês)
- Indian Songs and Music.  Jour. Amer. Folk-Lore, 1898 (em inglês)
- A Pawnee Ritual Used When Changing a Man's Name.   American Anthropologist, 1899 (em inglês)
- Indian Story and Song from North America.  Boston, 1900 (em inglês)
- Giving Thanks: A Pawnee Ceremony.  Jour. Am. Folk-Lore, 1900 (em inglês)
- The "Lazy Man" in Indian Lore.  Jour. Am. Folk-Lore, 1901 (em inglês)
- Star Cult among the Pawnee.  Am. Anthrop., 1902 (em inglês)
- Pawnee Star Lore.  Jour. Am. Folk-Lore, 1903 (em inglês)
- The Hako: A Pawnee Ceremony.  22nd Ann. Rep. Bu. Am. Eth., 1904 (em inglês)
- Tribal Structure: A Study of the Omaha and Cognate Tribes.  Putnam Anniversary Volume, 1909 (em inglês)
- The Omaha Tribe. (With Francis La Flesche).  27th Ann. Rep. Bu. Am. Eth., 1911 (em inglês)
- The Problems of the Unity or Plurality and the Probable Place of Origin of The American Aborigines. (A Symposium)  Some Ethnological Aspects of the Problem. Am. Anthrop., 1912 (em inglês)
- Wakondagi. Am. Anthrop., 1912 (em inglês)
- Brief History of the International Congress of Americanists. Am. Anthrop., 1913 (em inglês)
- Indian Games and Dances with Native Songs Arranged from American Indian Ceremonials and Sports.  Boston, 1915 (em inglês)
- The Study of Indian Music.  National Academy of Science, 1915 (em inglês)
- The Indian and Nature: The Basis of His Tribal Organization and Rites.  The Red Man, 1916 (em inglês)
- A Birthday Wish from Native America.  Washington, 1916 (em inglês)
- Nature and the Indian Tribe.  Art and Archaeology, 1916 (em inglês)
- Concepts of Nature among the American Natives. (abstract)  19th Internat. Cong. Amer., 1917 (em inglês)
- Prayers Voiced in Ancient America.  Art and Arch., 1920 (em inglês)[21]